# Ambulyx joiceyi
Ambulyx joiceyi är en fjärilsart som beskrevs av Clark 1923. Ambulyx joiceyi ingår i släktet Ambulyx och familjen svärmare. Inga underarter finns listade i Catalogue of Life.